# 下條村立図書館
下條村立図書館（しもじょうそんりつとしょかん）は、長野県下條村の図書館。村の多目的施設「あしたむらんど下條」内に1995年（平成7年）に開館した。

## 沿革
1992年（平成4年）に初当選した伊藤喜平村長の公約は「若者定住」であった。その実現のための大事業として打ち出された「森と文化のシンフォニーゾーン」の建設に向け、村内全戸に実施された生涯学習アンケートにおいて最も多い回答が「村に図書館を」だったため、それを受け1993年（平成5年）に図書館建設が計画され、1994年（平成6年）に施工された。施設建設の検討の際、下條村の図書館がきちんと機能できる図書館になるために重要とされたのは、立地条件・施設の充実・職員の確保であり、それらは県内外の先進図書館の情報を生かし実行された。村民の中には「職員は1人で十分」、「棚に本が並べば資料費は必要ない」と考える人がいたことから、1つ1つの事柄について丁寧に説明することで理解を求めていくことも司書に課された重要な任務となった。
1995年（平成7年）3月には施設の愛称を全村に募集し、「明日に向かってこの地が広がっていくように」という願いを込めた「あしたむらんど下條」という名前が選ばれた。同年7月7日オープンし、開館初年度には人口一人当たりの貸出冊数が長野県内で1位を獲得した。当時の蔵書は24,000冊であった。図書館では利用者の希望に応じた資料収集と利用者の期待に確実に応えていくことを基本方針に掲げ、「おたのしみ会」や「おはなし会」などの各種催事の開催、としょかんだよりの発行などを続けてきた。人口1人当たりの貸出冊数県内1位は1997年（平成9年）まで続き、1998年（平成10年）以降も2位をキープしている。

## 郷土資料の特色
長野県、特に飯田・下伊那地域、そして下條村に関する資料を所蔵。具体的には、伊藤喜平村政に関する資料、下條村出身のタレント峰竜太に関する資料、カッセイカマンなどのコレクションを有する。

## 過去のイベント
2015年（平成27年）には、前述の開館20周年を記念した「薮内正幸 絵本（動物画）原画展」が開かれ、薮内正幸美術館館長である薮内竜太氏による講演会もあわせて開催された。また、同年「開館20周年記念日おめでとうフェア」の一環として、ブックカフェがオープンし開館記念日である7月7日には飲みもの無料サービスが実施された。
また、下條村の村無形民俗文化財である下條歌舞伎の見学会や地域の落語教室「土曜笑学校（しょうがっこう）」の発表会など、地域と連携したイベントを数多く開催している。

### 一日図書館長
毎年開館記念日の7月7日前後に開館記念行事として住民らが「一日図書館長」になって図書館の業務を体験するという催しを開いている。2014年（平成26年）は7月6日に行われ、利用者代表4人と小中学校のPTA役員と図書委員の計8人が一日館長の「辞令」を伊藤村長から受け取ったのち、司書から図書館の解説を受け、書庫の見学や貸出・返却業務を体験した。
この取り組みは図書館に対する理解を深めてもらうことと、ここで知ったことを周囲の人に広めてもらうことを目的としている。